# Staurogyne rivularis
Staurogyne rivularis är en akantusväxtart som beskrevs av Merrill. Staurogyne rivularis ingår i släktet Staurogyne och familjen akantusväxter. Inga underarter finns listade i Catalogue of Life.